# Россошки (приток Девицы)
Россошки (устар. Рассошки) — река в России, протекает по Воронежской области. Левый приток реки Девица (нижний приток Дона).

## География
Река Россошки берёт начало у села Россошка. Течёт на юг по открытой местности. Устье реки находится у села Россошки в 31 км по левому берегу реки Девица. Длина реки составляет 15 км, площадь водосборного бассейна 181 км².

## Данные водного реестра
По данным государственного водного реестра России относится к Донскому бассейновому округу, водохозяйственный участок реки — Дон от города Задонск до города Лиски, без рек Воронежот (от истока до Воронежского гидроузла) и Тихая Сосна, речной подбассейн реки — бассейны притоков Дона до впадения Хопра. Речной бассейн реки — Дон (российская часть бассейна).
Код объекта в государственном водном реестре — 05010100812107000003423.